# Estación aérea n.° 6 Irapuato
La Estación Aérea Militar 6 de Irapuato (EAM-6 Irapuato)(Código ICAO: MM70) es un aeródromo militar ubicado en el campo militar n° 16 de Irapuato. Al ser una estación aérea, no alberga de forma permanente escuadrones aéreos de la FAM, pero si es utilizada ocasionalmente por la misma. El aeródromo cuenta con 3 helipuertos versátiles a aparcamientos para aeronaves de ala fija. La pista de aterrizaje mide 1770 m de longitud y 20 m de anchura y tiene zonas para maniobras de viraje en ambas cabeceras.